# Paralabrax
Paralabrax – rodzaj ryb okoniokształtnych z rodziny strzępielowatych.

## Klasyfikacja
Gatunki zaliczane do tego rodzaju:
- Paralabrax albomaculatus
- Paralabrax auroguttatus
- Paralabrax callaensis
- Paralabrax clathratus
- Paralabrax dewegeri
- Paralabrax humeralis
- Paralabrax loro
- Paralabrax maculatofasciatus
- Paralabrax nebulifer